# Смаження

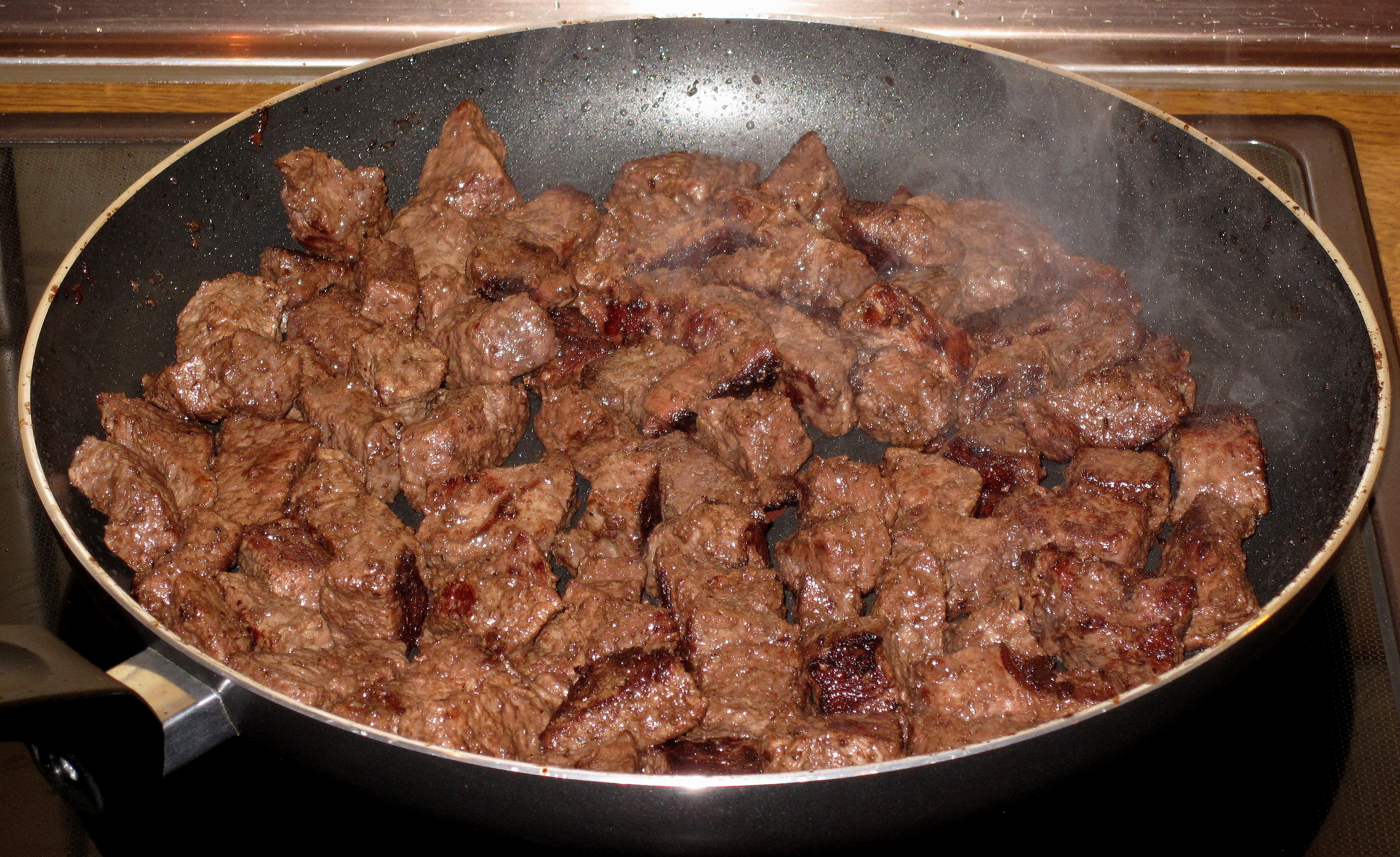
Смаження шматочків яловичини

Сма́ження, пря́ження — це нагрівання продуктів із великою або малою кількістю жиру (або взагалі без жиру), за температури 120—180°С, що призводить до реакції Маяра, унаслідок якої утворюється скоринка. Найчастіше використовують таку посудину як сковорі́дка.

## Основний спосіб смаження
Під час смаження продукт нагрівають на жирі, без додавання рідини. Жир захищає продукт від пригоряння, забезпечує рівномірне нагрівання, поліпшує смак страви й підвищує її калорійність. З технологічної точки зору велике значення має температура димоутворення жиру, бо вона характеризує початок його глибокого руйнування.
Найнижчу температуру димоутворення мають рослинні жири, особливо маслинова олія (170 °C), найвищу — кухонні жири (230 °C), тому, під час смаження, рослинні жири не слід дуже перегрівати. У домашніх умовах найкраще використовувати кулінарний жир, або, як його іноді називають, кухонний маргарин. Крім високої температури димоутворення, він має низку переваг з кулінарної точки зору: низьку температуру топлення (28—29 °C) і малий вміст води (0,3—0,5 %). Низька температура топлення полегшує засвоєння — цей жир не застигає на губах. Завдяки малому вмісту води, кухонний жир не розбризкується під час нагрівання, і дає невеликі втрати.
Жир свійської птиці добре засвоюється, і має приємний смак і запах.
Смаження продуктів основним способом, тобто на сковороді, або в іншій посудині з невеликою кількістю жиру (5—10 % від ваги продукту) — найпоширеніший прийом у домашній кухні.

## Інші способи смаження

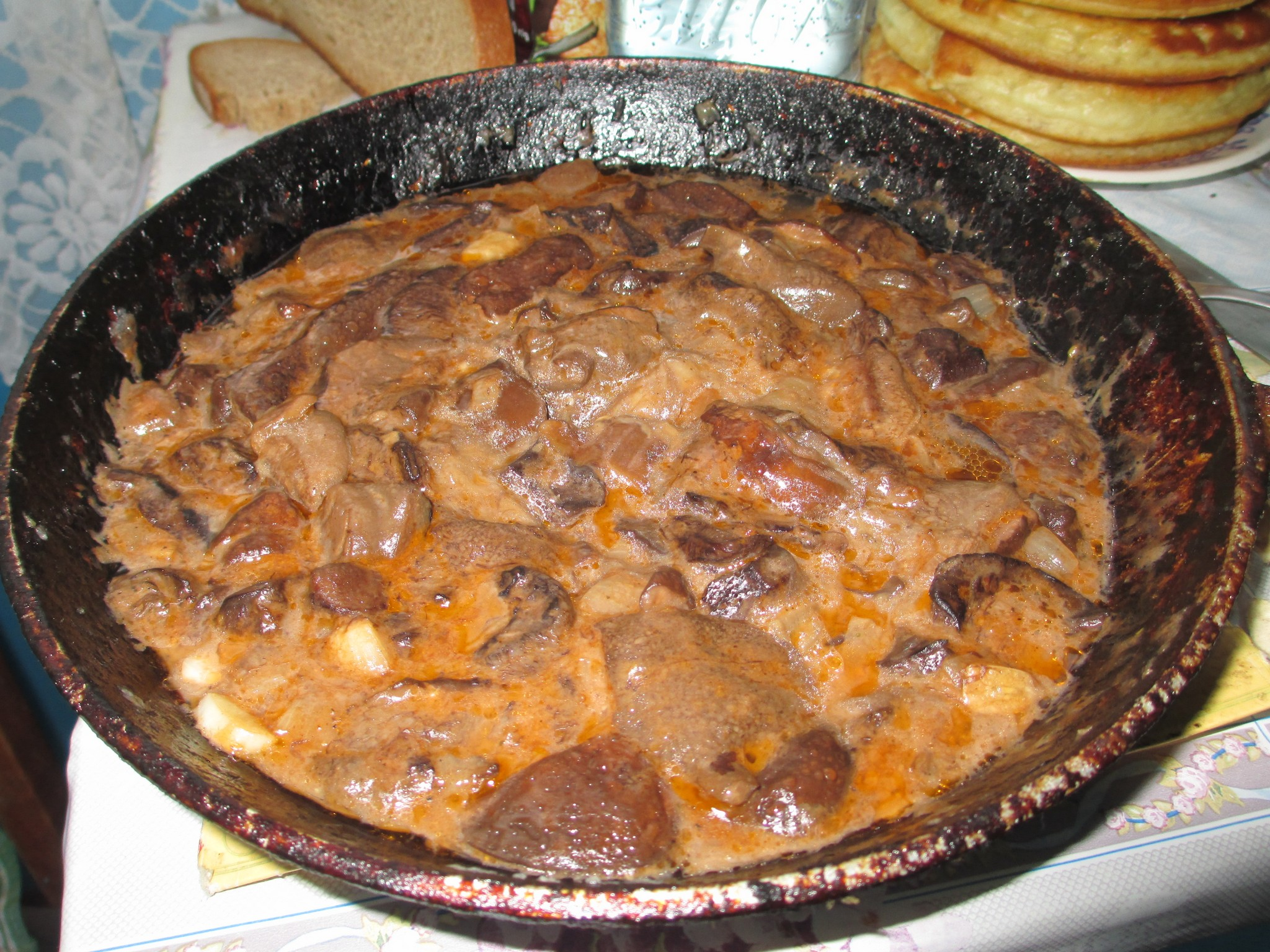
Смажанки (підсмажені гриби)

Смажать продукти також у жирі (фритюрі), тобто повністю занурені в сильно нагрітий жир. Також смажать на відкритому вогні (на рожні, решітці), в закритому просторі в духовці (тобто гарячим повітрям).

### Смаження у фритюрі
Смаження у фритюрі проводять у глибшій посудині, адже жир нагрівається до температури 180 °C, і волога продуктів швидко випаровується, що призводить до википання жиру.
Продукти, смажені у фритюрі, кладуть на сито, і дають стекти жиру. Подають їх гарячими, поливши розігрітим вершковим маслом.
Правильно засмажений продукт має рівномірну рум'яну кірочку, приємний смак і аромат. Всередині він соковитий і добре просмажений.

### Смаження на відкритому вогні
Під час смаження на відкритому вогні продукти кладуть на металеву решітку, укріплену над жаринками з деревини листяних порід (берези, липи і т. д.), або смажать, надівши на рожен чи шпажку, над приском. Горіння не повинно супроводитись димоутворенням. При такому способі смаження продукт не тільки доходить до готовності, а й набуває специфічного запаху. Цим способом смажать м'ясо та рибу (шашлики, люля-кебаб, купати, рибу на рожні і т. ін.).

### Смаження в закритому просторі
Під час смаження, запікання або випікання в закритому просторі (у духовці або печі) продукт нагрівається з усіх боків. Під час смаження м'яса, свійської птиці та риби температура духовки має бути досить високою (для м'яса 250—270 °C), щоб поверхня продукту за короткий час (приблизно 20 хв) могла покритися кірочкою.

## Важливі моменти
Продукти або напівфабрикати, призначені для смаження, треба солити безпосередньо перед початком теплової обробки. Винятком є риба, яку треба посолити заздалегідь (за 5—10 хв). Смажити треба завжди в добре розігрітому жирі. При цьому білки на поверхні продукту або напівфабрикату швидко зсідаються і не дають витікати з них сокові. Недодержання цього правила призводить до того, що продукт, який смажиться, стає сухим. Перехід білків з соку продуктів у жир має й інший негативний наслідок — білки швидко перегоряють, прилипають до поверхні продукту і погіршують його зовнішній вигляд. Якщо продукти, наприклад кабачки, смажити в недосить розігрітому жирі, то вони просочуються ним, набувають неприємного присмаку і гірше перетравлюються організмом. Овочеві, рибні та м'ясні котлети, якщо їх смажити у слабо нагрітому жирі, часто розпадаються.
Не треба, проте, допускати й перегрівання жиру, бо він втрачає свої смакові якості та поживну цінність.
Найкращим жиром для смаження овочів і молодого м'яса — баранчика, козеняти, теляти — є олія. Яловичину смажать на кулінарному жирі, свинину — на смальці.
Для смаження картоплі та різних панірованих виробів використовують олію або розтоплений і проціджений жир (яловичий, телячий), який найкраще витримує високу температуру (160—180 °C).